# Erdődy Imre (tárnokmester)
Erdődy Imre (Petrinja, 1615 vagy 1616 – ?, 1690. április 12.) magyar főnemes, 1679-től 1690-ig tárnokmester.

## Élete
Erdődy Kristóf fia. 1655-ben fellázadt jobbágyait az 1655. 76. törvénycikk rendelkezése szerint királyi csapatokkal kellett lecsöndesíteni. Később, 1670-ben egyik tagja volt annak a törvényszéknek, amely Hocher elnöklete alatt a Wesselényi-összeesküvés részesei fölött ítéletet hozott. 1679-től haláláig tárnokmester.
Fia Erdődy Ádám, aki Rákóczi László leányát, Erzsébetet vette nőül, gyermektelenül halt el.